# Victoria (tiểu bang)
Victoria (viết tắt VIC) là một tiểu bang nằm tại góc đông nam của Úc. Tuy là tiểu bang có diện tích nhỏ thứ nhì (sau Tasmania), Victoria có dân số cao nhất Úc - vào năm 2021 dân số của Victoria đạt hơn 6.649.159 người. Thủ phủ của Victoria là Melbourne, nơi tập trung hơn 70% dân số của tiểu bang.

## Vị trí địa lý
- Phía đông giáp biển Tasman thuộc Thái Bình Dương
- Phía tây giáp bang Nam Úc
- Phía nam giáp eo biển Bass thuộc Ấn Độ Dương, đối diện qua eo biển là bang Tasmania
- Phía bắc giáp bang New South Wales